# Petra Verkaik
Petra Charlotte Verkaik es una modelo y actriz que ha aparecido en numerosas publicaciones de Playboy. Es oficialmente la "Mujer más publicada en la Historia de Playboy", ya que aparece en más de 70 revistas normales y ediciones especiales de Playboy. Su popularidad dentro de Playboy se la debe a su busto natural de copa 38F, pero aun así no fue elegida Playmate del año.

## Biografía
Petra nació el 4 de noviembre de 1966, en Los Ángeles, California. Su padre es alemán y su madre es de Indonesia.
Verkaik fue playmate del mes de diciembre de 1989 y su primera aparición fue en la edición especial de febrero de 1989, llamada "Great Playmate Hunt". Su predecesora fue Renee Tenison y su sucesora Peggy McIntagart
Durante la década de 1990, apareció varias veces en la televisión y en películas, incluyendo Married... with Children, Love Potion No. 9 y The Last Road.

## Filmografía en Playboy
- Playboy Playmate DVD Calendar Collection: The '90s (2004)
- Playboy: Playmates on the Catwalk (2001)
- Playboy: California Girls (2000)
- Playboy: Playmates Bustin' Out (2000)
- Playboy: Playmate Profile Video Collection Featuring Miss December 1998, 1995, 1992, 1989 (1998)

... como Miss December 1989
- Centerfold Fantasies 2 (1998)
- Centerfold Fantasies (1997)
- Playboy: Naturals (1997)
- Playboy: 21 Playmates Centerfold Collection Volume II (1996)
- Playboy: Playmate Private Pleasures (1992)
- Playboy: Playmates in Paradise (1992)
- Playboy: The Best of Wet & Wild (1992)
- Playboy: Sexy Lingerie III (1991)
- Playboy: Wet & Wild III (1991)
- Playboy: Sexy Lingerie II (1990)
- Playboy Video Playmate Calendar 1991 (1990)

... aparece como Miss November
- Playboy: Wet & Wild II (1990)